# Dani Abalo
Daniel Abalo Paulos (pronunciado /ˈdani a'βalʊ/; Villagarcía de Arosa, Pontevedra, 29 de septiembre de 1987), conocido como Dani Abalo, es un futbolista español. Juega de delantero en el Portonovo S. D. de la Preferente Galicia.

## Trayectoria

### Celta
Dani Abalo, formado en las categorías inferiores del Vilagarcía SD, llegó al Celta procedente del equipo de Preferente Autonómica Club Juventud Cambados para jugar en el Juvenil A. Antes de acabar esa temporada Rafael Sáez, entrenador del Celta "B", lo llama a formar parte del filial celeste, donde rápidamente se hace con la titularidad. No tarda en llamar la atención de los técnicos del primer equipo, así que el 3 de diciembre de 2006, de la mano de Fernando Vázquez debuta con 19 años en Primera División en el estadio de Son Moix frente al Mallorca.
En la temporada siguiente continúa en el Celta "B" y tiene alguna participación con el primer equipo hasta que en la temporada 2008-09 es ascendido definitivamente al primer equipo. El 23 de julio de 2009, la directiva celeste decide brindarle un nuevo contrato hasta 2013, y con una cláusula de rescisión de 10 millones de euros debido al interés de otros equipos en el extremo derecho.
En la temporada 2010/11 partió como suplente del veterano De Lucas, a pesar de ello disputó 35 partidos (9 como titular y 26 como suplente) anotando 3 goles y dando 5 asistencias. Dani Abalo es una de las joyas de la cantera celtista, siendo sus principales cualidades la velocidad y el desborde en carrera, pero su rendimiento ha sido bastante irregular a lo largo de estos años y aún no ha conseguido alcanzar su mejor nivel.
En enero de 2013 el medio ofensivo abandona la disciplina del Celta para incorporarse a préstamo al Beira-Mar. En la temporada 2012/13 el jugador celeste disputó solamente un partido de Copa bajo las órdenes de Paco Herrera.

### Ludogorets Razgrad
El 26 de junio de 2013, los campeones de Bulgaria, PFC Ludogorets Razgrad, anunciaron que estaban listos para firmar a Abalo después de que él se convirtiera en un agente libre. La transferencia se completó al día siguiente después de que pasara el reconocimiento médico, y el jugador accedió a un contrato de dos años, que está dando la camiseta número 17.
Abalo jugó el primer partido con su nuevo equipo el 17 de julio de 2013, con una derrota 1-2 como visitante contra Slovan Bratislava para la segunda ronda de clasificación de UEFA Champions League. En la Liga debutará tres días más tarde, en una derrota por 0-1 en el FC Lyubimets 2007; en el segundo empate de ida contra el Slovan el 24, marcó dos goles para la victoria por 3-0 ante el Ludogorets Arena y la calificación posterior.
En el partido contra Liverpool en la Champions League el 16 de septiembre de 2014, Abalo anotó el 1-0 del Ludogorets en el empate a 2 contra el equipo inglés.

### Sivasspor
El 25 de julio de 2015 firmó un contrato con el Sivasspor de la Superliga de Turquía que le unirá con el club de Sivas hasta junio de 2017.

### Deportivo Alavés
El 20 de enero de 2016 rescinde su contrato con el Sivasspor y firma un contrato hasta final de temporada con el Deportivo Alavés de la Segunda División de España. Dispone de minutos saliendo desde el banquillo pero sin tener un excesivo protagonismo en el ascenso al 1.ª División. Finalmente, no renueva por el club babazorro.

### Korona Kielce
Dani Abalo decide proseguir su carrera fuera del país (donde cuenta con un buen cartel por su pasado en el Ludogorets Razgrad) fichando por Korona Kielce de la primera división polaca (Ekstraklasa).

### F. C. Cartagena
El 31 de agosto de 2017, cerca del cierre del mercado de verano, ficha por el F.C. Cartagena para las siguientes tres campañas. El 31 de agosto de 2018 se anunció su cesión al Unión Popular de Langreo, equipo asturiano del Grupo II en la Segunda División B.

## Clubes
| Club                                     | Temporada | División                       | Part. | Goles |
| ---------------------------------------- | --------- | ------------------------------ | ----- | ----- |
| Celta de Vigo B · España                 | 2005-06   | Segunda B                      | 15    | 3     |
| Celta de Vigo B · España                 | 2006-07   | Segunda B                      | 34    | 3     |
| Celta de Vigo · España                   | 2006-07   | Primera                        | 1     | 0     |
| Celta de Vigo · España                   | 2007-08   | Segunda                        | 3     | 0     |
| Celta de Vigo B · España                 | 2007-08   | Segunda B                      | 35    | 4     |
| Celta de Vigo · España                   | 2008-09   | Segunda                        | 38    | 2     |
| Celta de Vigo · España                   | 2009-10   | Segunda                        | 37    | 2     |
| Celta de Vigo · España                   | 2010-11   | Segunda                        | 36    | 4     |
| Celta de Vigo · España                   | 2011-12   | Segunda                        | 6     | 0     |
| Gimnàstic de Tarragona (cedido) · España | 2011-12   | Segunda                        | 17    | 0     |
| Celta de Vigo · España                   | 2012-13   | Primera                        | 1     | 0     |
| S. C. Beira-Mar Portugal                 | 2013      | Primera División de Portugal   | 8     | 2     |
| P. F. C. Ludogorets Razgrad Bulgaria     | 2013-14   | A Profesionalna Futbolna Grupa | 41    | 10    |
| P. F. C. Ludogorets Razgrad Bulgaria     | 2014-15   | A Profesionalna Futbolna Grupa | 42    | 11    |
| Sivasspor Turquía                        | 2015-16   | Superliga de Turquía           | 13    | 1     |
| Deportivo Alavés · España                | 2016      | Segunda                        | 7     | 0     |
| Korona Kielce · Polonia                  | 2016-17   | Ekstraklasa de Polonia         | 21    | 1     |
| Korona Kielce · Polonia                  | 2016-17   | Ekstraklasa de Polonia         | 1     | 0     |
| F. C. Cartagena · España                 | 2017-18   | Segunda B                      | 23    | 0     |
| F. C. Cartagena · España                 | 2018-19   | Segunda B                      | 1     | 0     |
| U. P. Langreo · España                   | 2018-19   | Segunda B                      | 32    | 6     |
| Racing de Ferrol · España                | 2019-20   | Segunda B                      | 16    | 0     |
| Racing de Ferrol · España                | 2020-21   | Segunda B                      | 12    | 0     |
| Portonovo SD · España                    | 2021-22   |                                |       |       |
| Portonovo SD · España                    | 2022-23   | Preferente Galicia Grupo 2 Sur | 35    | 8     |

## Palmarés

### Títulos nacionales
| Título                       | Club                        | País     | Año  |
| ---------------------------- | --------------------------- | -------- | ---- |
| Liga de Bulgaria             | P. F. C. Ludogorets Razgrad | Bulgaria | 2014 |
| Copa de Bulgaria             | P. F. C. Ludogorets Razgrad | Bulgaria | 2014 |
| Supercopa de Bulgaria        | P. F. C. Ludogorets Razgrad | Bulgaria | 2014 |
| Liga de Bulgaria             | P. F. C. Ludogorets Razgrad | Bulgaria | 2015 |
| Segunda División de España   | Deportivo Alavés            | España   | 2016 |
| Segunda División de España B | FC Cartagena                | España   | 2018 |